# Ráfol de Famut
El Ráfol de Famut (o también el Rafalet) era un antiguo poblado, hoy desaparecido, que estaba situado al N.O. del término municipal de Jalón, en la partida de La Solana, en la comarca de la Marina Alta, provincia de Alicante.

## Localización
Una escritura que data del 9 de enero de 1409 se refiere a su ubicación aproximada:"... de Mosquera e Alcalalí e de allí passava lo riu vers lo Ràfol apellat de Famut...". El río a que se alude es el río Gorgos. El mencionado documento también confirma la proximidad a este poblado de un collado o alcudia: "... en la sumitat de un toçal, qui és desus lo Ràfol de Famut vers Alcalalí...".

## Etimología
En lo que respecta a la etimología, el nombre propio Famut representa la adaptación fonética al valenciano del antropónimo masculino “Hamude”, que es bastante frecuente en el mundo árabe. De este personaje que dio nombre al poblado o Ráfol, no se tiene ninguna otra referencia biográfica.

## Derechos sobre el lugar
Esta misma escritura del año 1409 da el nombre del señor al que pertenecía el poblado y las tierras que le rodeaban:"....lo qual Ràfol roman al dit en Pere de Castellví...". El Rafol de Famut también formó parte de los lugares que Isabel Martorell había aportado como dote a su matrimonio con el poeta Ausiàs March, celebrado el año 1437. Isabel murió dos años después y March, como heredero de su esposa, tomó posesión del Rafol de Famut y los otros dominios que le había dejado: Cuta, Traella, El Rafol de Jalón y Benibéder. El año 1444, el poeta vendió todo el lote por 22.000 sueldos a Agnés de Portugal, esposa de Gonzalo de Íxer, Comendador de Montalbán. Este caballero pertenecía a un noble linaje fundado por Pedro Ferrandis de Íxer, que era hijo extramatrimonial del rey Jaime I y de Berenguera Ferrandis. Los Íxer eran los principales enemigos de los Martorell.

## Azmet Ubaydalla y el Rafol de Famut
No se tiene constancia documental del número de casas que integraban este poblado, pero sí que se conoce la identidad de uno de sus habitantes: Azmet Ubaydalla, que vivía en el Rafol de Famut el año 1425, es decir, cuando el lugar pertenecía a la familia de los Martorell. El nombre de este musulmán es conocido a través de la reclamación de una deuda que el tal Azmet había contraído con un mercader de la población de Oliva, en la provincia de Valencia.
- Datos: Q6114638